# Trachinotus kennedyi
Trachinotus kennedyi es una especie de peces de la familia Carangidae en el orden de los Perciformes.

## Morfología
• Los machos pueden llegar alcanzar los 90 cm de longitud total.

## Distribución geográfica
Se encuentra desde la Baja California (México) y el Golfo de California hasta Ecuador.